# Amarnath Nagarajan
Amarnath Nagarajan (ur. 2 kwietnia 1954) – indyjski koszykarz, uczestnik Letnich Igrzysk Olimpijskich 1980.
Na olimpiadzie rozegrał 7 spotkań. Razem z drużyną zajął ostatnie 12. miejsce. Zdobył:
- 36 punktów,
- 15 zbiórek,
- 2 asysty,
- 2 przechwyty[1].